# Attenti al cucciolo
Attenti al cucciolo (Slicked-up Pup) è un film del 1951 diretto da William Hanna e Joseph Barbera. È il sessantesimo cortometraggio della serie Tom & Jerry e il secondo in cui compare Tyke (dopo Non disturbare il can che dorme).

## Trama
Spike cerca di far rimanere pulito il figlio Tyke dopo averlo lavato e messo ad asciugare, ma anche questa volta il litigio tra Tom e Jerry rovina le speranze del bulldog, in quanto Tom mentre corre finisce per far cadere Tyke in una pozza di fango. Spike obbliga subito a Tom di ripulirlo e subito dopo lo avverte che se lo ritroverà sporco di nuovo al suo ritorno da una passeggiata lo spellerà vivo. Tom decide così di lasciar stare i tentativi di catturare Jerry per evitare che Tyke si sporchi, ma il piccolo topo non ha pietà di lui e continua a sporcare Tyke di proposito. Tom si dimostra però molto attivo nel ripulire Tyke, ma quando Jerry butta dell'inchiostro indelebile sul tetto, esso ricade in terra e sporca Tyke. Il gatto decide di dipingerlo per evitare che Spike se ne accorga, ma Jerry glielo fa pitturare con modi diversi e, quando Tom cerca di ripulirlo con un tubo per innaffiare, Jerry lo inserisce in un contenitore di catrame. Tom gli attacca delle penne, gli mette una molletta sulla bocca ed un guanto in testa, facendo capire a Spike quando ritorna che sta giocando con un pupazzo ritraente dapprima una gallina e poi un gallo. Subito dopo il piano di Tom fallisce non appena Tyke lo fa urlare mordendogli la coda. Così Spike, capito tutto l'accaduto, butta Tom in una lavatrice che a sua volta aziona.